# Mon beauf'
Singles de Renaud
It is not because you are En cloque
Pistes de Le Retour de Gérard Lambert
Oscar La Blanche
Mon beauf' est une chanson de Renaud sortie en 1981 dans l'album Le Retour de Gérard Lambert. Renaud y évoque un « beauf à la Cabu » sur une musique d'Alain Ranval. Elle est sortie en single, avec le titre Manu.

## Hommages
Le frère de Renaud, Thierry Séchan, écrit à propos de cette chanson : « Et puis, voici  Mon beauf', chanson d'une drôlerie acide et qui fit danser dans les boîtes de nuit ! Danser sur la « beauferie » ou la « beauf' attitude », il faut le faire ! »
Frédéric Dard, qui dédia un San-Antonio à Renaud, a cité la chanson dans Après vous s'il en reste, monsieur le Président : 
« Mon éclectisme est tel que je te cite, en vrac : O sole mio, l'Internationale par les chœurs de l'Armée rouge, le Concerto pour deux mandolines de Vivaldi, Mon beauf' de Renaud, les Bancs publics de Brassens, Strangers in the Night par Sinatra, Roses de Picardie par Montand, Fascination, le grand air de la Tosca, L’appel du 18-Juin interprété a cappella par le général de Gaulle et le Petit Vin blanc joué à l’accordéon par l’inoubliable André Verchuren. ».